# Antherina
Antherina är ett släkte av fjärilar. Antherina ingår i familjen påfågelsspinnare.
Kladogram enligt Catalogue of Life:
| Antherina | \| \| Antherina australis \| \| \| \| \| \| Antherina comorana \| \| \| \| \| \| Antherina suraka \| \| \| \| |
|           | \| \| Antherina australis \| \| \| \| \| \| Antherina comorana \| \| \| \| \| \| Antherina suraka \| \| \| \| |
|           | Antherina australis                                                                                           |
|           | |
|           | Antherina comorana                                                                                            |
|           | |
|           | Antherina suraka                                                                                              |
|           | |

## Bildgalleri

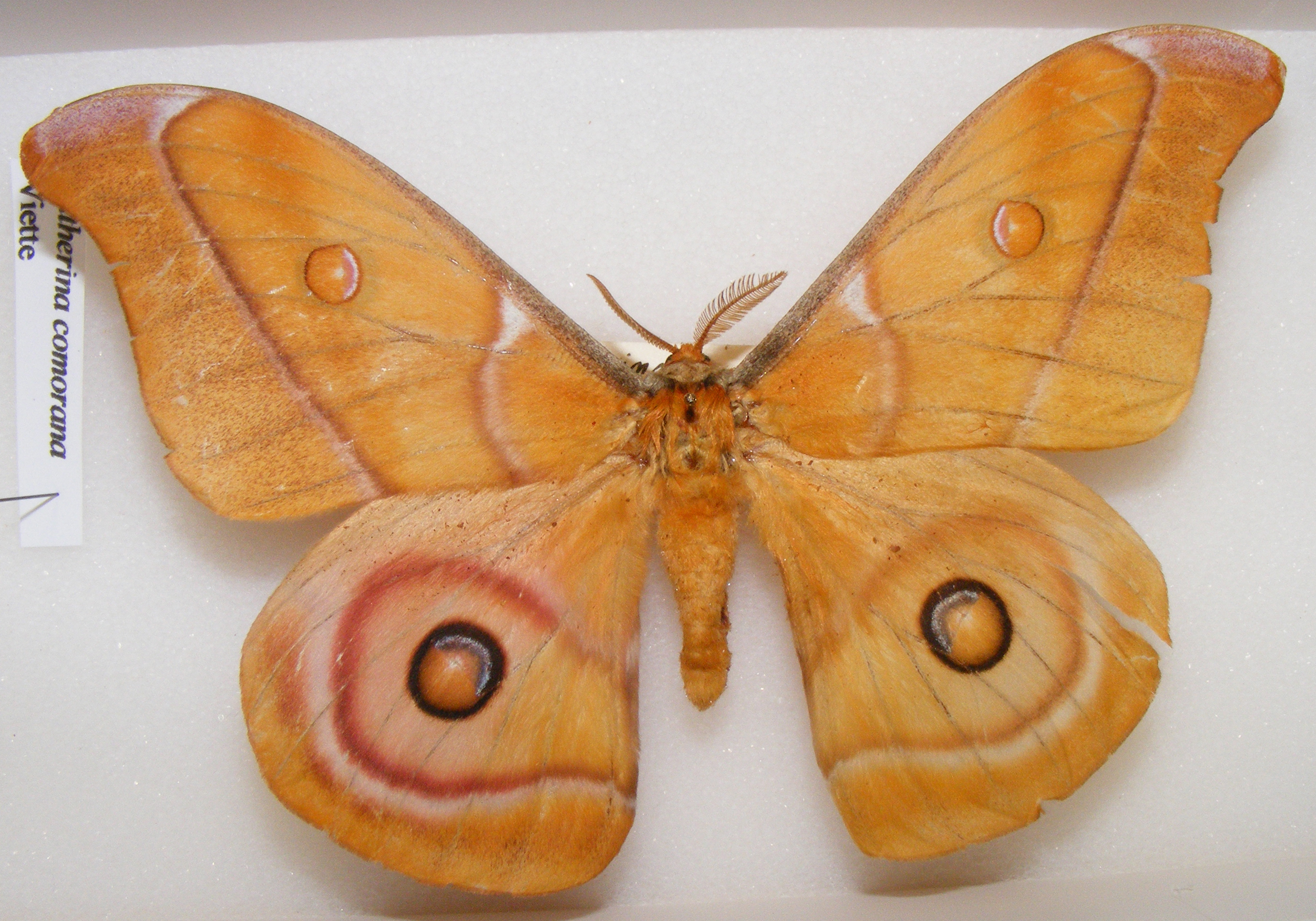
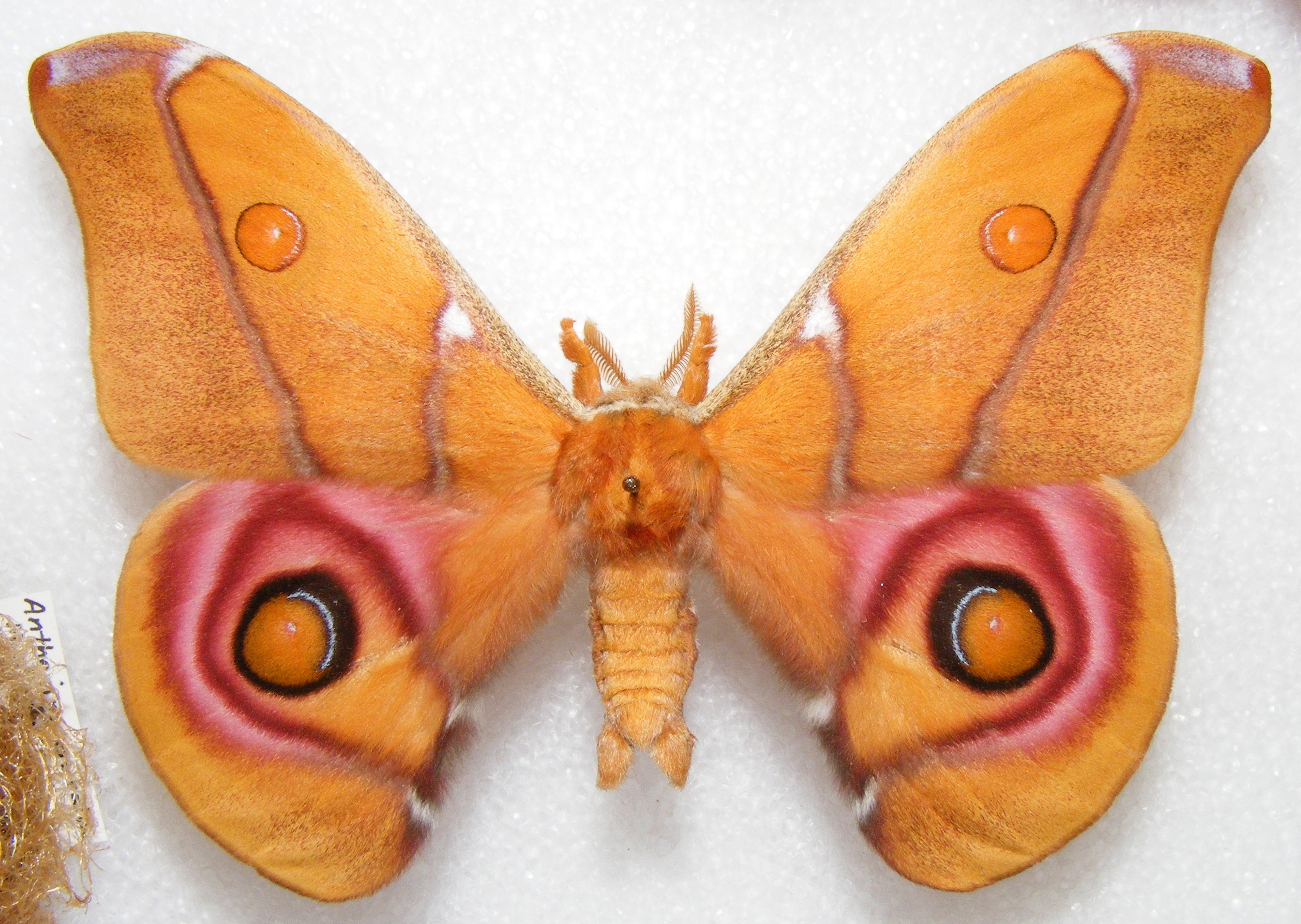
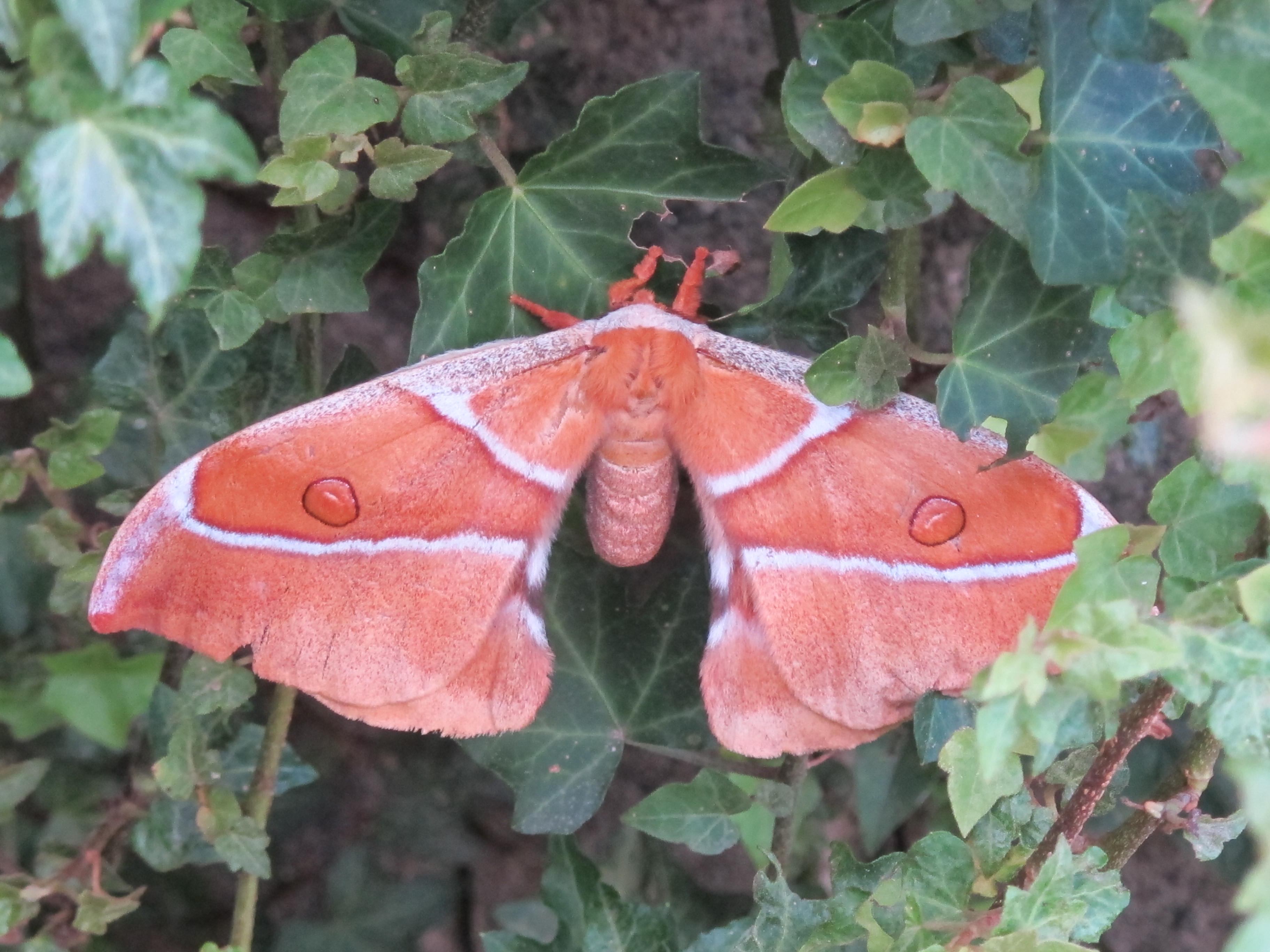
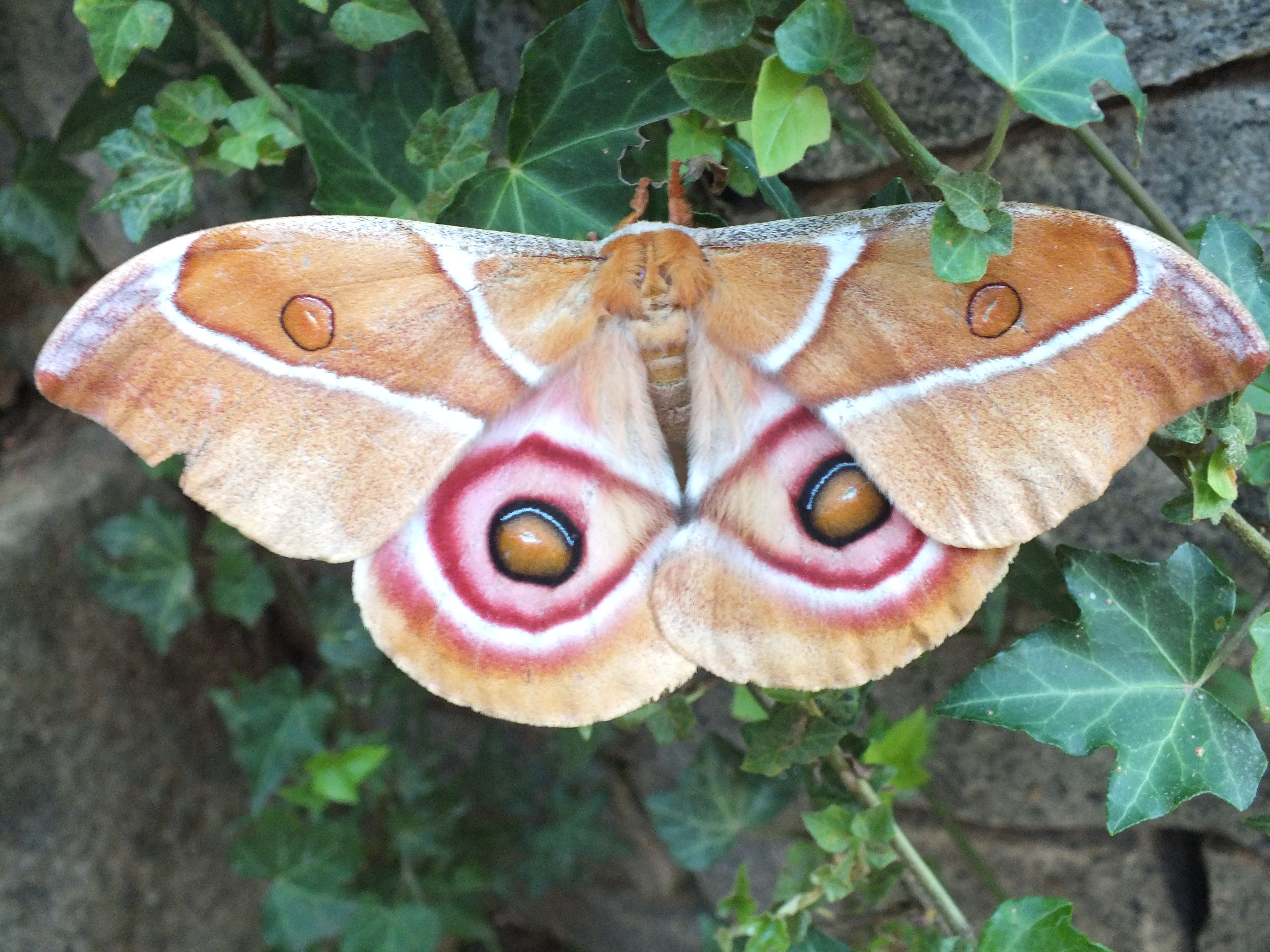
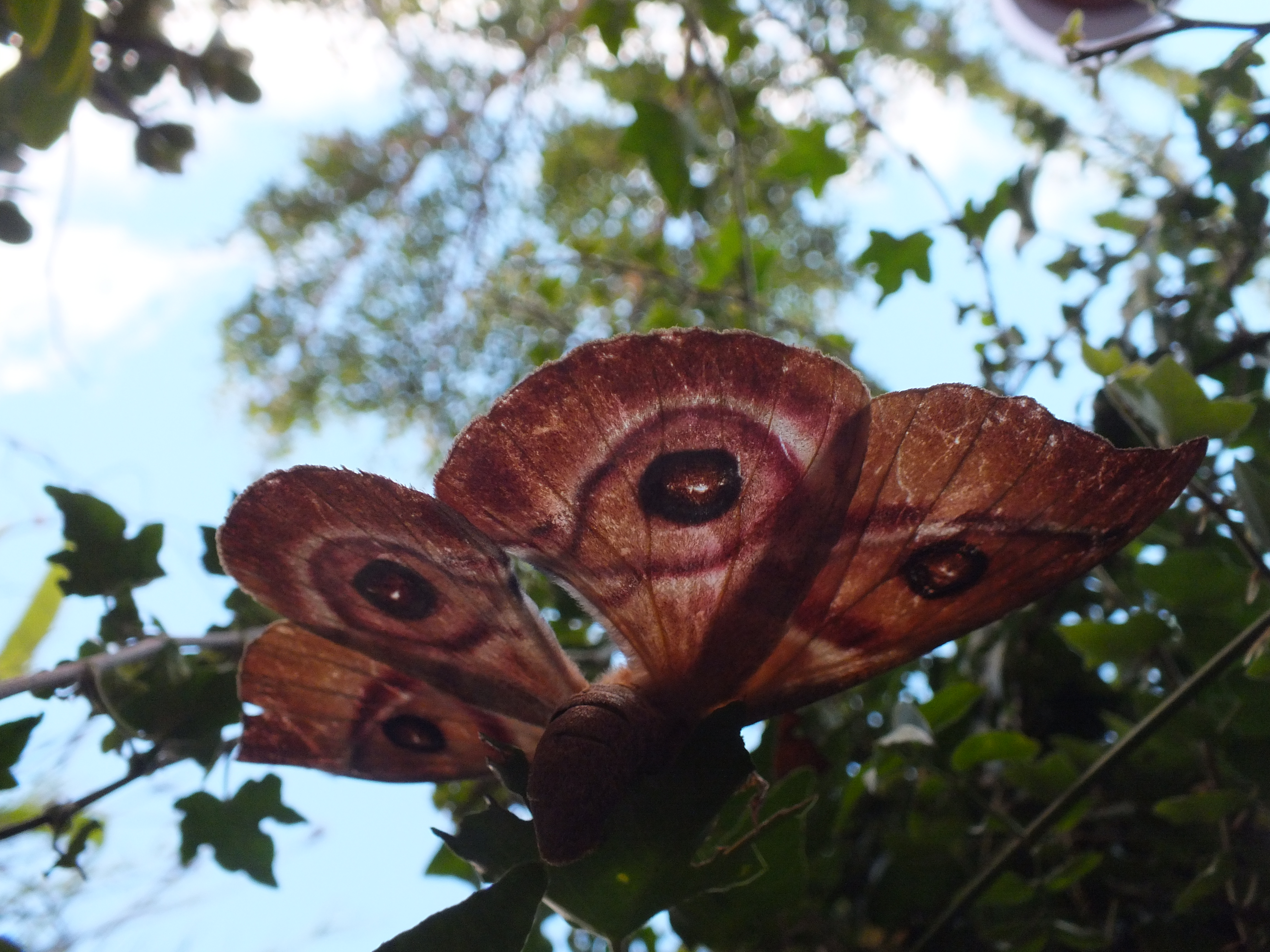
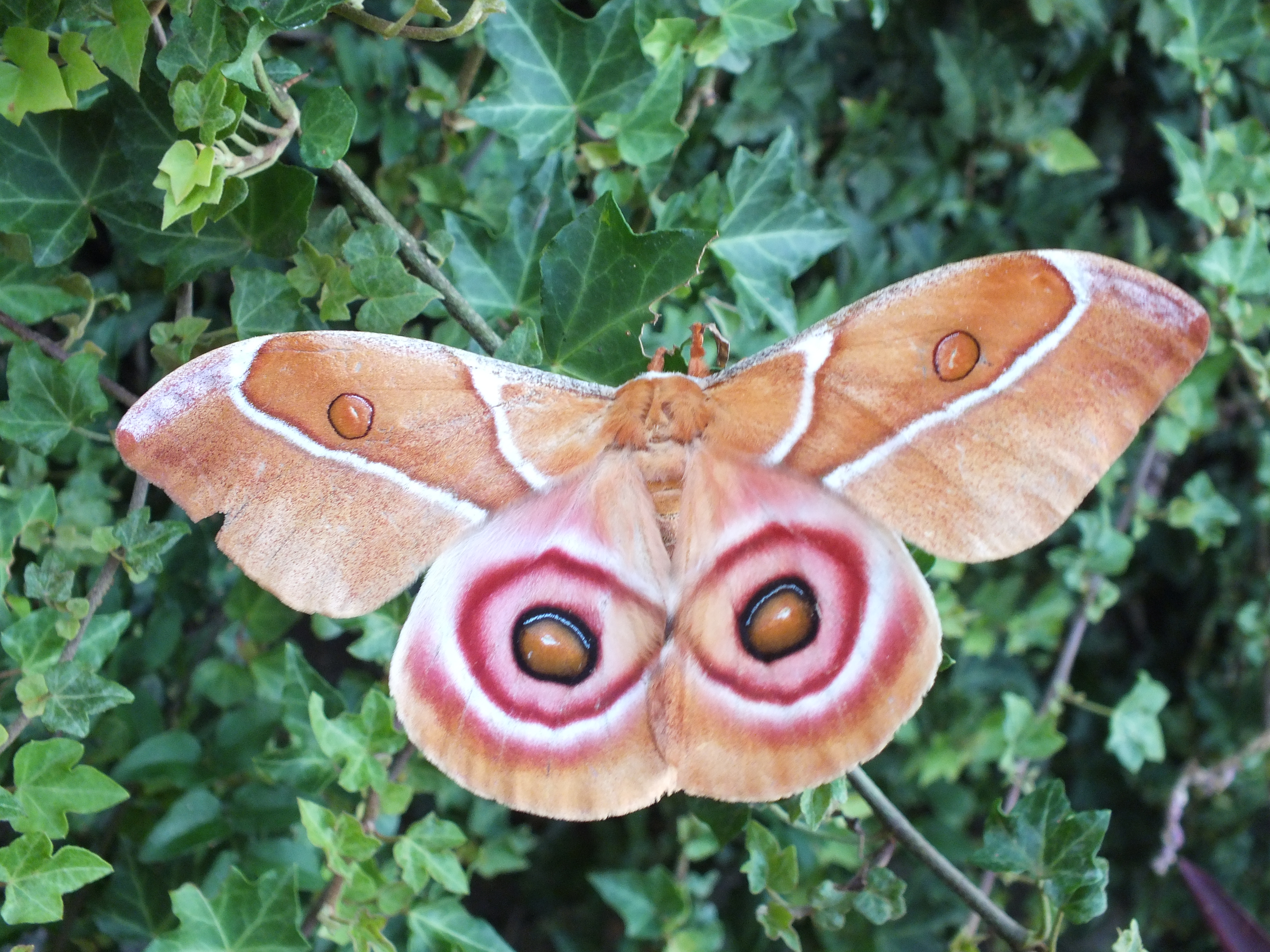